# Biologiska nomenklaturkoder
Inom biologin finns tre internationella nomenklaturkoder vilka styr namngivningen av skilda organismgrupper. Dessa är:
- För alger, svampar och växter: International Code of Nomenclature for algae, fungi, and plants (ICN): Online. Tidigare International Code of Botanical Nomenclature (ICBN) (1952-2011) och International Rules of Botanical Nomenclature (1906-1952).
- För djur: International Code of Zoological Nomenclature (ICZN): Online. Tidigare International Rules on Zoological Nomenclature (1905-1961).
- För prokaryoter: International Code of Nomenclature of Prokaryotes (ICNP): Online. Tidigare International Code of Nomenclature of Bacteria (1990-2008); dessförinnan sorterde prokaryoterna under ICBN.

Utöver dessa finns även koder som styr namngivning av andra grupperingar som inte är biologiska taxa i strikt bemärkelse:
- För virus: International Code of Virus Classification and Nomenclature (ICTV Code): Online. Gradvis framvuxen sedan ICTV införde artbegreppet för virus år 2000.[1]
- För kulturväxter: International Code of Nomenclature for Cultivated Plants (ICNCP): Online (PDF). Första upplaga 1953.
- För växtsamhällen: International Code of Phytosociological Nomenclature (ICPN): Online (PDF). Första upplaga 1976.
- För biogeografiska områden: International Code of Area Nomenclature (ICAN): Online. Ratificerad av Systematic and Evolutionary Biogeographical Association (SEBA) 2007.

Härutöver finns också några föreslagna koder som (ännu) ej ratificerats:
- För fylogenetisk nomenklatur: International Code of Phylogenetic Nomenclature (PhyloCode): Online PDF. Föreslagen 1998. Revision 4c publicerades 2010.
- Ett försök att samla de existerande koderna i ett regelverk: International Code of Bionomenclature (BioCode): Online. Föreslagen 1997. En reviderad version 2011 gav som mål att inte ersätta de befinliga koderna, utan bara ge ett övergripande ramverk avsett att användas tillsammans med dem.[2]
- För eukaryota protister: Förslag har också framlagts om ett regelverk, Code for Nomenclature of Microbial Eukaryotes (CNME), för dessa organismer, vilka delvis omfattas av ICN (som jästsvampar och kiselalger), delvis av ICZN (som de flesta amöbor) och delvis av båda (som dinoflagellater).[3]